# Vargtjärnen (Orsa socken, Dalarna)
Vargtjärnen är en sjö i Orsa kommun i Dalarna och ingår i Dalälvens huvudavrinningsområde. Sjön har en area på 0,0462 kvadratkilometer och ligger 316,1 meter över havet. Sjön avvattnas av vattendraget Arvån.

## Delavrinningsområde
Vargtjärnen ingår i det delavrinningsområde (677975-145825) som SMHI kallar för Ovan 677906-145994. Medelhöjden är 327 meter över havet och ytan är 4,42 kvadratkilometer. Det finns inga avrinningsområden uppströms utan avrinningsområdet är högsta punkten. Arvån som avvattnar avrinningsområdet har biflödesordning 3, vilket innebär att vattnet flödar genom totalt 3 vattendrag innan det når havet efter 376 kilometer. Avrinningsområdet består mestadels av skog (55 procent) och sankmarker (33 procent). Avrinningsområdet har 0,04 kvadratkilometer vattenytor vilket ger det en sjöprocent på 1 procent.